# Líšnice (okres Praha-západ)
Líšnice (německy Lischnitz) je obec v okrese Praha-západ ve Středočeském kraji, asi 21 km jižně od Prahy. Žije zde 797 obyvatel.

## Historie
První písemná zmínka o obci pochází z roku 1337, kdy král Jan Lucemburský zastavil Petrovi z Rožmberka zdejší rýžoviště zlata (aurifodinas in Lesstnyczie). Tehdy byla ještě Líšnice nepatrnou osadou (skládající se ze čtyř usedlostí) uprostřed lesů, patřících zbraslavskému klášteru; k zásadnímu rozšíření a oficiálnímu založení vsi zakládací listinou došlo roku 1345, kdy byla vyměřena prostorná náves a zřízeny dvě desítky nových usedlostí. Severní řada usedlostí nesla název Velká Strana, jižní řada Malá Strana. V téže době byl zřejmě založen i kostel Všech svatých, zmiňovaný k roku 1369. Za třicetileté války byla zdevastována horní část vesnice.

## Obecní správa

### Části obce
- Líšnice (k. ú. Líšnice u Prahy)

Součástí obce jsou také základní sídelní jednotky Vandrlice a Varadov (Jiráskova Čtvrť). K obci patří také Čtvrť Svatopluka Čecha a Spálený Mlýn.
Sousedními obcemi sídla jsou Hvozdnice, Mníšek pod Brdy, Čisovice, Davle, Černolice, Klínec, Řitka a Jíloviště.

### Územněsprávní začlenění
Dějiny územněsprávního začleňování zahrnují období od roku 1850 do současnosti. V chronologickém přehledu je uvedena územně administrativní příslušnost obce v roce, kdy ke změně došlo:
- 1850 země česká, kraj Praha, politický okres Smíchov, soudní okres Zbraslav[5]
- 1855 země česká, kraj Praha, soudní okres Zbraslav
- 1868 země česká, politický okres Smíchov, soudní okres Zbraslav
- 1927 země česká, politický okres Praha-venkov, soudní okres Zbraslav[6]
- 1939 země česká, Oberlandrat Praha, politický okres Praha-venkov, soudní okres Zbraslav[7]
- 1942 země česká, Oberlandrat Praha, politický okres Praha-venkov-jih, soudní okres Zbraslav[8]
- 1945 země česká, správní okres Praha-venkov-jih, soudní okres Zbraslav[9]
- 1949 Pražský kraj, okres Praha-jih[10]
- 1960 Středočeský kraj, okres Praha-západ
- 2003 Středočeský kraj, obec s rozšířenou působností Černošice

## Společnost

### Rok 1932
V obci Líšnice (355 obyvatel, katol. kostel) byly v roce 1932 evidovány tyto živnosti a obchody: 3 hostince, kolář, krejčí, mlýn, obuvník, 2 řezníci, 3 obchody se smíšeným zbožím, spořitelní a záložní spolek pro Líšnici, 2 trafiky.

## Pamětihodnosti
- Kostel Všech svatých, barokní, původně dřevěná gotická stavba, založena současně se vsí; poprvé je zmíněna k roku 1369. Kolem roku 1730 byl původní dřevěný kostel nahrazen renesančním kamenným. Po požáru roku 1883 byla původní cibulovitá báň nahrazena jehlancovitě prolamovanou střechou.

- Hostinec U Křížů – jeho minolost sahá k počátkům vsi ve 14. století. Hostinec byl a je i centrem kulturního života obce, slouží jako kulturní sál a koncem 19. století, kdy se děti nevešly do školní budovy, zde probíhalo i školní vyučování.
- Spálený mlýn – v severní části čtvrti Svatopluka Čecha, na soutoku Bojovského a Líšnického potoka; Spálený mlýn byl založen se vsí. Z roku 1698, po třicetileté válce, se dochoval záznam, podle nějž mlýn zmiňovaný jako pustý pod názvem Spálený prodal zbraslavský opat Matěji Dvorskému. Podle pověstí měli ve mlýně útočiště a modlitebnu Čeští bratři. Ve druhé polovině 20. století mlýn opět zpustl, v 90. letech jej zakoupil Vladimír Mertlík a přebudoval v penzion.[12]
- Škola – datum založení není známo, funkce kantora se ve farních matrikách objevuje od roku 1696. Zpočátku se vyučovalo v domcích, první školní budova (č. p. 24) pochází z období mezi lety 1780 a 1790. Nová jednotřídní škola, v místech dnešní školy, byla pak postavena začátkem 19. století, v letech 1863–1864 rozšířena o druhou třídu. Od roku 1876 byla třetí třída zřízena v hostinci U Křížů. V roce 1888 byla původní školní třída přepážkou rozdělena na dvě. Přístavba roku 1902 školu přiblížila dnešní podobě. Malotřídní školu se podařilo uchovat dodnes. Zdejší škola ze zasloužila o vybudování naučné stezky Líšnice a podílí se na kulturním životě obce.

Severně od obce Líšnice, v místě zvaném v minulosti Korýtka, byl kolem roku 1930 vybudován golfový areál. Počátkem 60. let byl obnoven a doplněn o další vybavení pod hlavičkou Správy služeb diplomatickému sboru. Dnes působí opět jako golfový klub, který nabízí svůj areál i veřejnosti.
Svůj dům si zde nechal postavit český tenista Tomáš Berdych.

## Doprava

### Dopravní síť
Do obce vedou silnice III. třídy. Územím obce vede dálnice D4. Železniční trať ani stanice či zastávka na území obce nejsou.

### Autobusová doprava 2024
Autobusovou dopravu v obci Líšnice zajišťuje společnost Martin Uher. Obec je součástí Pražské integrované dopravy (PID). V obci se nachází zastávka Líšnice. Na dálnici D4, u odpočívky Líšnice, se nachází zastávka Líšnice,Hl.sil. a poblíž Spáleného Mlýna, na silnici mezi Bojovem a Klíncem, se nachází zastávka Líšnice,Spálený Mlýn. Zastávku v obci a u Spáleného Mlýna obsluhuje autobusová linka 449 a zastávku na dálnici D4 obsluhují linky 317, 318 a 320. Autobusová linka 317 vede z Prahy ze Smíchovského nádraží a pokračuje po dálnici kolem Jíloviště, Klínce, Líšnice a Řitky, poté vede přes Mníšek pod Brdy a končí na náměstí v Dobříši. Linka 318 zajišťuje spojení mezi Smíchovským nádražím, Malou Chuchlí, Lahovičkami, Lahovicemi, Zbraslaví, Jílovištěm, Trnovou, Klíncem, Líšnicí a Řitkou. Linka 320 opět vede z Prahy ze Smíchovského nádraží a pokračuje po dálnici kolem Jíloviště, Klínce, Líšnice a Řitky, poté vede přes Mníšek pod Brdy a končí buď ve Stříbrné Lhotě nebo v Rymani. Linka 449 spojuje Mníšek pod Brdy s Bratřínovem, Čisovicemi, Bojovem, Klíncem a Jílovištěm a na druhou stranu s Řitkou a Líšnicí.

## Turistika
Vzhledem k blízkosti hlavního města Prahy a dobrému přímému dopravnímu spojení s ní je oblast hojně navštěvovaná pěšími turisty i cyklisty. Rekreační ráz dodávají území obce i obě chatové oblasti.
Z Řitky přes Líšnici ke Spálenému mlýnu prochází modře značený nečíslovaný cyklistický okruh regionu Mníšecko. Částečně souběžně s ním vede žlutě značená pěší trasa k železniční zastávce Bojov, u níž navazuje mimo jiné i pěší zeleně značená trasa ke Spálenému mlýnu. Přes Jiráskovu čtvrť prochází červeně značený cyklistický okruh regionu Mníšecko. V údolí Bojovského potoka na hranici obce navazují na modře značený cyklistický okruh cyklotrasa č. 8130 směrem k Mníšku pod Brdy a červený nečíslovaný okruh směrem ke Klínci.